# Липкий масляный пирог
Липкий масляный пирог (англ. Gooey butter cake) — это разновидность масляного пирога, характерная для американского города Сент-Луиса, штат Миссури. Это плоский и плотный пирог, обычно около трёх сантиметров в высоту, выпекаемый из пшеничной муки, сливочного масла, сахара и яиц и посыпанный сахарной пудрой. Пирог обычно подают на стол вскоре после выпечки, тёплым или при комнатной температуре.
Предположительно, первый липкий масляный пирог был приготовлен случайно в 1930-х годах пекарем из Сент-Луиса, который пытался приготовить обычное тесто для масляного пирога, но перепутал пропорции масла и муки. Предполагается что это произошло в пекарне бизнесмена Джона Хоффмана. Эта ошибка при выпечке была совершена во время Великой депрессии, когда жители города не были избалованы новыми лакомствами. Новый пирог продавался так хорошо, что Хоффман продолжал печь и продавать его, а вскоре и другие пекари в Сент-Луисе заимствовали удачный рецепт Хоффмана. В частности, другой пекарь из Сент-Луиса, Фред Хеймбургер, начал не только сам печь и продавать новый пирог, но и брать куски пирога с собой в своих поездках за пределы города, чтобы познакомить с ним пекарей и в других городах. Однако, поначалу пирог не прижился нигде за пределами своего родного Сент-Луиса.
Сегодня липкий масляный пирог по-прежнему остаётся фирменным блюдом Сент-Луиса. В городе существует несколько предприятий, выпекающих разные разновидности пирога. Его можно приобрести готовым в магазинах и в местных кофейнях, оптом или на заказ. Однако теперь липкий масляный пирог известен по всей территории США, его можно встретить в кафе в разных частях страны, а также на прилавках крупнейшей сети универмагов Walmart.